# Warzęchowy Przechód
Warzęchowy Przechód (słow. Slavkovská priehyba) – przełęcz położona w Warzęchowym Filarze – bocznej grani słowackich Tatr Wysokich odchodzącej na północ w wierzchołku Sławkowskiej Kopy. Oddziela od siebie główny, zwornikowy wierzchołek Sławkowskiej Kopy zwany Wielką Sławkowską Kopą na południu oraz Wielką Warzęchową Strażnicę na północy.
Zachodnie stoki opadają z przełęczy do Nowoleśnej Kotliny, wschodnie do Jaminy – dwóch odgałęzień Doliny Staroleśnej. Droga przez Warzęchowy Przechód stanowi jeden z najważniejszych sposobów dostępu do Jaminy. Zarówno latem, jak i zimą najprostsza droga na przełęcz prowadzi od wschodu z Jaminy.
Pierwsze wejścia:
- letnie – Stefania Klemensiewicz, Wanda Szczepanowska, Zygmunt Klemensiewicz, Antoni Łomnicki, Tadeusz Smoluchowski i Wilhelm Smoluchowski, 24 sierpnia 1921 r.,
- zimowe – Arno Puškáš i Harry Rácz, 5 stycznia 1951 r.[1]